# The View (programa de televisión)
The View es un programa de televisión estadounidense de género periodístico, creado por Barbara Walters y Bill Geddie para el canal ABC. El programa se emite de forma ininterrumpida desde su lanzamiento el 11 de agosto de 1997, como parte de su bloque de programación diurna.
A partir de la decimoctava temporada (2014-15), The View se convirtió en el cuarto talk show nacional diurno más longevo de la historia de la televisión de Estados Unidos, por detrás de Live! with Kelly and Michael (30 años de emisión), The Phil Donahue Show (26) y The Oprah Winfrey Show (25).
La mecánica del programa se centra en un grupo de cuatro mujeres que desempeñan la función de presentación y que, además, hablan de una variedad de temas sociales y políticos. La plantilla original estuvo formada por Barbara Walters, Joy Behar, Star Jones, Debbie Matenopoulos y Meredith Vieira.
El espacio se transmite en directo desde Nueva York los días laborables de 10 a 11 de la mañana en las zonas horarias oriental y central. Asimismo, a raíz del éxito que ha tenido de The View desde su primera emisión, las compañías audiovisuales de diversos países han creado su propia adaptación.

## Presentadores
| Meredith Vieira      | 1997–2006                |  |  |  |  |  |  |  |  |  |  |  |  |  |  |  |  |  |  |  |  |  |  |  |  |  |  |
| Star Jones           | 1997–2006                |  |  |  |  |  |  |  |  |  |  |  |  |  |  |  |  |  |  |  |  |  |  |  |  |  |  |
| Debbie Matenopoulos  | 1997–1999                |  |  |  |  |  |  |  |  |  |  |  |  |  |  |  |  |  |  |  |  |  |  |  |  |  |  |
| Joy Behar            | 1997–2013, 2015–presente |  |  |  |  |  |  |  |  |  |  |  |  |  |  |  |  |  |  |  |  |  |  |  |  |  |  |
| Barbara Walters      | 1997–2014                |  |  |  |  |  |  |  |  |  |  |  |  |  |  |  |  |  |  |  |  |  |  |  |  |  |  |
| Lisa Ling            | 1999–2002                |  |  |  |  |  |  |  |  |  |  |  |  |  |  |  |  |  |  |  |  |  |  |  |  |  |  |
| Elisabeth Hasselbeck | 2003–2013                |  |  |  |  |  |  |  |  |  |  |  |  |  |  |  |  |  |  |  |  |  |  |  |  |  |  |
| Rosie O'Donnell      | 2006–2007, 2014–2015     |  |  |  |  |  |  |  |  |  |  |  |  |  |  |  |  |  |  |  |  |  |  |  |  |  |  |
| Whoopi Goldberg      | 2007–presente            |  |  |  |  |  |  |  |  |  |  |  |  |  |  |  |  |  |  |  |  |  |  |  |  |  |  |
| Sherri Shepherd      | 2007–2014                |  |  |  |  |  |  |  |  |  |  |  |  |  |  |  |  |  |  |  |  |  |  |  |  |  |  |
| Jenny McCarthy       | 2013–2014                |  |  |  |  |  |  |  |  |  |  |  |  |  |  |  |  |  |  |  |  |  |  |  |  |  |  |
| Nicolle Wallace      | 2014–2015                |  |  |  |  |  |  |  |  |  |  |  |  |  |  |  |  |  |  |  |  |  |  |  |  |  |  |
| Rosie Perez          | 2014–2015                |  |  |  |  |  |  |  |  |  |  |  |  |  |  |  |  |  |  |  |  |  |  |  |  |  |  |
| Raven-Symoné         | 2015–2016                |  |  |  |  |  |  |  |  |  |  |  |  |  |  |  |  |  |  |  |  |  |  |  |  |  |  |
| Michelle Collins     | 2015–2016                |  |  |  |  |  |  |  |  |  |  |  |  |  |  |  |  |  |  |  |  |  |  |  |  |  |  |
| Candace Cameron Bure | 2015–2016                |  |  |  |  |  |  |  |  |  |  |  |  |  |  |  |  |  |  |  |  |  |  |  |  |  |  |
| Paula Faris          | 2015–2018                |  |  |  |  |  |  |  |  |  |  |  |  |  |  |  |  |  |  |  |  |  |  |  |  |  |  |
| Jedediah Bila        | 2016–2017                |  |  |  |  |  |  |  |  |  |  |  |  |  |  |  |  |  |  |  |  |  |  |  |  |  |  |
| Sunny Hostin         | 2016–presente            |  |  |  |  |  |  |  |  |  |  |  |  |  |  |  |  |  |  |  |  |  |  |  |  |  |  |
| Sara Haines          | 2016–2018, 2020–presente |  |  |  |  |  |  |  |  |  |  |  |  |  |  |  |  |  |  |  |  |  |  |  |  |  |  |
| Meghan McCain        | 2017–presente            |  |  |  |  |  |  |  |  |  |  |  |  |  |  |  |  |  |  |  |  |  |  |  |  |  |  |
| Abby Huntsman        | 2018–2020                |  |  |  |  |  |  |  |  |  |  |  |  |  |  |  |  |  |  |  |  |  |  |  |  |  |  |